# 바츨라프 니진스키

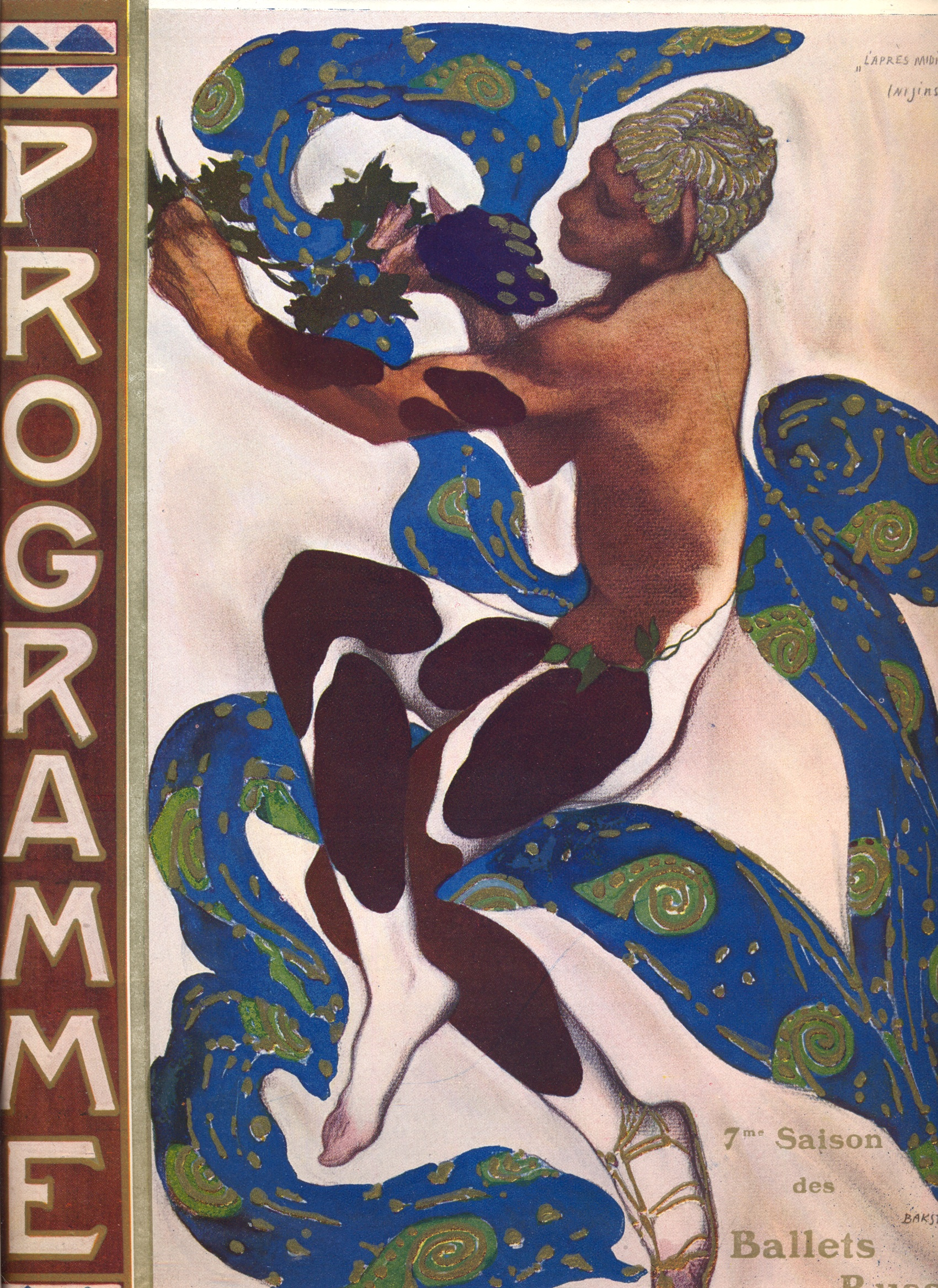
레온 박스트 - 발레속의 니진스키 L'après-midi d'un faune, 1912년

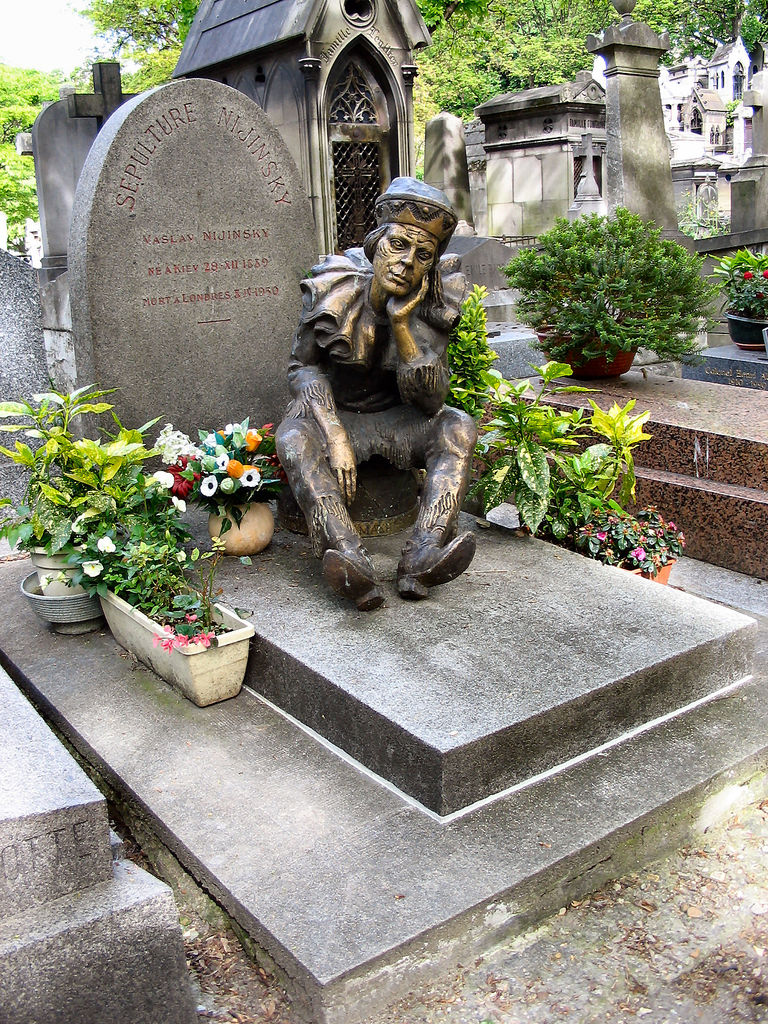
파리의 몽마르트 묘지안 바츨라프 니진스키의 비석. 조각상은 페트르슈카로 분장한 니진스키의 모습이다

바츨라프 포미치 니진스키(러시아어: Ва́цлав Фоми́ч Нижи́нский, 폴란드어: Wacław Niżyński 바츠와프 니진스키[*], 1890년 3월 12일 ~ 1950년 4월 8일)는 러시아의 발레 무용수이자 안무가이다. 니진스키는 역사상 가장 재능있는 남성 무용가로 손꼽히며, 그의 맡은 역할의 재현에서 탁월함을 보여주었다. 니진스키는 그 당시 남성 무용수 중에서 드문 기술인 앵포엥트(en pointe)를 출 수 있었다. 중력을 거부한 듯, 높이 도약하며 춤추는 것도 니진스키의 전설 중 하나로 남았다.

## 댜길레프와의 만남
바츨라프 니진스키는 현재 우크라이나의 키예프에서 러시아로 귀화한 폴란드계 무용수 집안에서 태어났다. 1900년 그는 황실 발레 학교에 들어가, 엔리코 체케티(Enrico Cecchetti), 니콜라이 레가트(Nicholas Legat), 파벨 게르트(Pavel Gerdt)에게서 공부하였다. 니진스키는 18살 때 마린스키 극장의 공연에서 주역을 맡았다.
니진스키는 댜길레프를 만나면서, 인생의 큰 전환을 겪게 된다. 댜길레프는 상트페테르부르크 지식인이자, 러시아 시각예술과 음악을 해외로 소개시키는 부유한 후원자였다. 이 두 사람은 연인이 되면서, 댜길레프는 니진스키의 경력 관리에 강력히 개입하게 되었다. 1909년 댜길레프는 니진스키와 안나 파블로바를 주역으로 내세워, 파리에서 발레 공연을 가졌다. 그 공연은 폭발적인 성공을 거두었고, 유럽의 예술 집단을 통해서 댜길레프의 두 주역의 명성이 커지게 하였다. 댜길레프는 그 움직임에 발레 루스를 창립하였고, 미하일 포킨의 안무와 함께 그 시대 가장 유명한 발레단 중 하나가 되었다.
니진스키는 포킨이 안무를 맡고 니콜라이 체레프닌이 작곡한 《아르미드의 집》과, 안톤 아렌스키와 다른 러시아 작곡가들이 작곡한 《클레오파트라》와 막간극 《축제》등의 작품에서 그의 재능을 선보였다. 차이콥스키 음악의 《잠자는 숲속의 미녀》에서, 니진스키의 파 드 뒤(pas de deux) 연기는 엄청난 성공을 거두게 되었다. 1910년 니진스키는 《지젤》과 포킨의 발레인 《사육제》, 그리고 니콜라이 림스키코르사코프의 교향 모음곡인 《세헤라자데》의 공연에서 빛을 발휘했다. 니진스키와 타마라 카르사비나와 함께 마린스키 극장에서 진행한 공연은 전설로 남았다.

## 외설 논란
니진스키는 마린스키 극장으로 돌아갔으나, 무대 위에서 타이츠 차림으로 나타나자 퇴장되었다. 그 당시 남자 무용수들은 반바지 착용이 의무적으로 요구되었다. 한 왕족의 일원은 그 모습이 외설적이라 비난하였고, 이에 니진스키는 해고되었다. 이 스캔들은 니진스키를 자신의 발레단에 자유롭게 출연시키기 위해, 댜길레프가 설정했을 가능성이 높다.
이제 서유럽에서의 많은 프로젝트가 니진스키를 중심으로 돌아갔다. 니진스키는 포킨의 새 프로덕션으로 카를 마리아 폰 베버의 음악이 사용된《장미의 정령》에서 주역을 맡았고, 이고리 스트라빈스키의 《페트루시카》에서, 생명이 없는 춤추는 인형의 역할로 청중들의 감탄을 불러 일으켰다.
니진스키는 3개의 발레 작품의 안무를 맡았다. 1912년 클로드 드뷔시의 음악이 사용된 《목신의 오후》와 1913년 《희롱》(Jeux), 1916년에는 리하르트 슈트라우스 음악의 《틸 오일렌슈피겔》(Eulenspiegel), 스트라빈스키 음악의 《봄의 제전》(Le Sacre du Printemps) 등이다. 니진스키는 전통적인 발레의 것과는 거리가 먼 안무를 창조하였다. 파리의 샹젤리제 극장에서 《봄의 제전》의 공연은, 이고리 스트라빈스키의 근대 총보와 더불어, 니진스키의 급진적인 춤 동작은 소동을 야기하였다.
니진스키는 타이틀 역할을 맡은 《목신의 오후》의 마지막 장면에서, 님프의 스카프를 이용한 자위행위의 마임은 스캔들을 일으켰다. 파리 절반은 그를 외설죄로 비난하였고, 오귀스트 로댕, 오딜롱 르동, 로버트 프로스트같은 예술가들은 이에 맞섰다. 한편 니진스키가 지도한 몇 작품의 리바이벌은, 정확한 안무 기록에 기초하였고, 그를 사려깊고, 성공적이며, 혁신적인 안무가임을 드러냈다.

## 결혼과 댜길레프와의 결별
1913년 발레 루스는 남미를 순회 공연하였는데, 댜길레프는 항해 공포증으로 그 항해 여행에 동반하지 않았다. 그의 정신적 지주가 없어지자, 니진스키는 헝가리 풀츠스키 백작의 영양인 로몰라 드 풀츠키(Pulszky Romola)와 가까워졌다. 니진스키의 열렬한 팬이던 로몰라가 니진스키와 결혼하기 위해서 계략을 썼다는 것은 잘 알려진 사실이다. 그녀는 니진스키와 가까워지기 위해 발레를 시작하고, 가족의 연줄을 이용하였다. 이러한 노력에도 불구하고, 니진스키는 그녀의 존재에 무관심했다. 로몰라는 마침내 니진스키가 여행하기로 예정된 배에 탑승하였다. 그 항해 기간 동안 로몰라는 니진스키의 애정을 얻는 데 성공하였다.
그들의 결혼의 진정한 이유에 대해 여러 가지 의혹이 있지만, 니진스키는 로몰라의 지위와 예상된 재산을 이용하여, 댜길레프의 압력에서 벗어나려 했다는 가설이 제기되었다. 이는 실현 가능성 없는 가설로, 니진스키는 세속적인 것과는 거리가 멀었고, 그러한 이유를 위해서 결혼하기에는 너무 순진했다. 발레단이 유럽으로 돌아갈 무렵, 니진스키와 로몰라는 부에노스 아이레스에서 결혼했다. 댜길레프는 니진스키의 결혼에 질투로 격노하여, 그 둘을 해고하였다. 이후, 니진스키는 그 자신의 무용단을 만들려고 노력했지만, 중요한 런던 활동이 관리적인 문제로 실패로 돌아갔다.

## 정신병과 죽음
제1차 세계대전 동안 니진스키는 러시아 시민으로 헝가리에 구금되었다. 세르게이 댜길레프는 1916년 북미 순환 공연을 위해서 니진스키를 구출하는 데 성공했다. 니진스키는 틸 오일렌슈피겔의 안무와 주역을 맡아 춤을 추었다. 점차 니진스키의 조발성 치매증의 징후가, 발레 단원들에게 명백히 드러나게 되었다. 니진스키는 다른 무용수들과 통풍구가 열린 것을 두려워하게 되었다.
1919년 니진스키는 신경쇠약으로 사실상 그의 경력은 막을 내리게 되었다. 그는 조현병으로 진단받았고, 아내에 의해서 스위스로 옮겨진 후, 정신과 의사인 에브게니 뷰울러에게 치료받았다. 니진스키는 나머지 생애를 정신병원과 보호시설에서 출입을 반복하게 되었다. 로몰라는 일생을 니진스키의 간호에 헌신하였다. 니진스키는 1950년 4월 8일 한 런던의 사설 정신병원에서 사망한 후, 런던에 매장되었다. 1953년 니진스키의 유체가 프랑스 파리 몽마르트의 묘지(Cimetière de Montmartre)에 옮겨져, 가에타노 베스트리스(Gaetano Vestris), 테오필 고티에(Theophile Gautier), 엠마 리브리(Emma Livry)의 무덤과 가까운 곳에 묻혔다.

### 일기
니진스키는 보호시설에 들어가지 전, 스위스에서 6주를 지내는 동안 일기를 작성하였다. 이는 불분명하고 혼란스러운 내용으로, 니진스키가 조현병의 영향을 받은 것이 명백하였다. 그러나 이 일기는 많은 부분에서 니진스키의 사랑스런 천성을 반영하며, 자서전적인 요소와 함께 자신의 불운에 관한 동정과, 채식주의 및 동물 권리를 위한 호소가 혼재되어있다. 니진스키는 이유와 논리에만 의존하는 것에 반대하여, 감수성의 중요성을 기술하였다. 그는 예술 평론이 예술가들이 말하고자하는 바가 무엇인지 초점을 맞추기 보단, 그들 자신의 에고를 충족하기 위한 것에 지나지 않는다고 비난하였다. 일기장은 니진스키의 댜길레프와의 동성애적 관계에 대한 내용도 포함되었다.

## 평가
니진스키는 그가 살던 시대 동안 확실히 빼어난 무용수였지만, 그의 위대한 파트너였던 타마라 카르사비나는 그녀의 말년에 다음과 같은 말을 하였다. "왕립 발레 학교에서 막 나온 젊은 무용수들이, 이제는 니진스키가 그 당시 세상을 놀라게 했던 기술을 출 수 있다." 예를 들어 잇츠코프스키는 니진스키만큼이나 높이, 멀리 도약하며 춤출 수 있었다. 발레 무용수들 실력의 표준을 다시 정한 것이다.
한편, 니진스키가 여성 무용수와 만족스러울 만한 협연을 형성하지 못했다는 점이, 그의 약점으로 지적되었다. 예를 들어 《지젤》처럼 무대 위에서 여성 무용수와의 호흡이 중요하지만, 니진스키는 그에 성공적이지 못했다. 그러나《푸른 신(神)》에서 신의 역할, 《장미의 정령》에서 장미, 《세헤라자데》에서 사랑받는 노예 같은 양성적인 역할에서, 니진스키를 뛰어넘을 이가 없었다. 여러면을 종합해볼 때, 니진스키는 의심할 여지없이 눈부시고 영향력있는 예술가였다.

## 대중 문화 안의 니진스키
아래의 매체에서 니진스키가 언급되었다.
- Groucho Marx의 노래, Lydia the Tattooed Lady
- W.H. Auden의 시, "1939년 9월 1일".
- Sam Shepard의 1막짜리 연극, "Action."
- 유명한 경주마인 Nijinsky II는 아마도 그의 이름을 따라 명명되었다.
- 아칸소주 시인인 Frank Stanford의 비극시, "The Battlefield Where the Moon Says I Love You."
- Nijinsky is the central speaker of Frank Bidart's poem "The War of Vaslav Nijinsky."
- Alice의 노래 "Prospettiva Nevski"
- 1992년 영화, 채플린에서,
- 프랑스 시리즈인 "les dames de la côtes"1
- 다른 역사적인 인물과 함께 록밴드 Roxy Music의 1973년 노래 "Do the Strand", which implored listeners to dance the dance. Vocalist/pianist Bryan Ferry sings at one point: "If you feel blue/look through who's who/ see La Goulue/and Nijinsky/Do the Standsky".

## 연극
- Nijinsky: God's Mad Clown (1986)

Written by Glenn J. Blumstein. Productions: The Kennedy Center (Washington, D.C. 1987); Teatr na Małej Bronnej (Moscow - 1997-1999); Występy w Teatrze Bagatela (Krakow, Poland, 1999)).
- Nijinsky: God's Mad Clown (Amazon.com link)
- 「ニジンスキー～奇跡の舞神～」 다카라즈카 가극단 공연 (2011)
- 니진스키 (2019) 쇼플레이 뮤지컬 프로젝트

## 영화
- Nijinsky (1970)

Directed by Tony Richardson, the screenplay was written by Edward Albee. The film was to star Rudolph Nureyev as Vaslav, Claude Jade as Romola and Paul Scofield as Diaghilev, however producers Albert R. Broccoli and Harry Saltzman canceled the project and it was left unfinished.
- Nijinsky (1980)

Directed by Herbert Ross, starring George de la Pena as Vaslav, Leslie Browne as Romola, Alan Bates as Diaghilev and Jeremy Irons as Fokhine. Romola Nijinsky had a writing credit for the film.
- The Diaries of Vaslav Nijinsky (2001)

Directed and written by Paul Cox. The screenplay was based directly on Nijinksy's diaries and read over related imagery. The subject matter included his work, his sickness, and his relationships with Diaghilev as well as his wife.

## 스포츠
- 러시아의 피겨 스케이팅 선수 예브게니 플루셴코가 2003-2004 시즌에서 니진스키 헌정 (Tribute to Vaslav Nijinsky) 프로그램으로 러시아 선수권 대회와 세계 피겨 스케이팅 선수권 대회에서 우승했다.

## 참고 자료
- Kopelson, Kevin (1997) The Queer Afterlife of Vaslav Nijinksy. Stanford University Press. ISBN 0-8047-2950-6
- Buckle, Richard (1971) "Nijinsky"
- Buckle, Richard (1979 "Diaghilev
- Parker, Derek (1988) "Nijinsky: God of the Dance"
- Albright, Daniel (2004). Modernism and Music: An Anthology of Sources, p.19. University of Chicago Press. ISBN 0-226-01267-0.